# Servon (Seine-et-Marne)
Servon is een gemeente in het Franse departement Seine-et-Marne (regio Île-de-France) en telt 2861 inwoners (2004). De plaats maakt deel uit van het arrondissement Melun.

## Geografie
De oppervlakte van Servon bedraagt 7,4 km², de bevolkingsdichtheid is 386,6 inwoners per km².
De onderstaande kaart toont de ligging van Servon (Seine-et-Marne) met de belangrijkste infrastructuur en aangrenzende gemeenten.

## Demografie
Onderstaande figuur toont het verloop van het inwonertal (bron: INSEE-tellingen).